# 뉘아스베리예

뉴네덜란드와 뉘아스베리예의 위치

뉘아스베리예(스웨덴어: Nya Sverige, 핀란드어: Uusi-Ruotsi 우시루오치[*], 라틴어: Nova Svecia 노바수에키아[*])은 아메리카 대륙에 존재한 스웨덴의 유일한 식민지였다.
그 범위는 델라웨어강 사이에 델라웨어 만으로부터 지금의 뉴저지주 트렌턴까지 이른다. 스웨덴의 정착자들이 1638년에 식민지를 설립하였고 현재의 델라웨어주 윌밍턴 지역에 크리스티나 요새(Fort Christina)를 세웠다. 뉘아스베리예 식민지는 중간적으로 모피 거래에 성공하였다.
대략 350명의 농부들과 모피 상인들이 그곳에 살고 있었다. 네덜란드인들은 그 땅이 뉴네덜란드의 영토 안에 놓여있다는 점을 이유로 뉘아스베리예의 현존에 항의하였다. 1655년 페터 스토이베산트 뉴네덜란드 총독은 뉘아스베리예에 대항하는 군사 원정을 이끌어, 강제로 항복시켰다. 그리하여, 뉘아스베리예의 영토들은 모두 네덜란드로 넘어가게 된다.

## 같이 보기
- 유럽의 아메리카 식민지화